# شعار سنغافورة

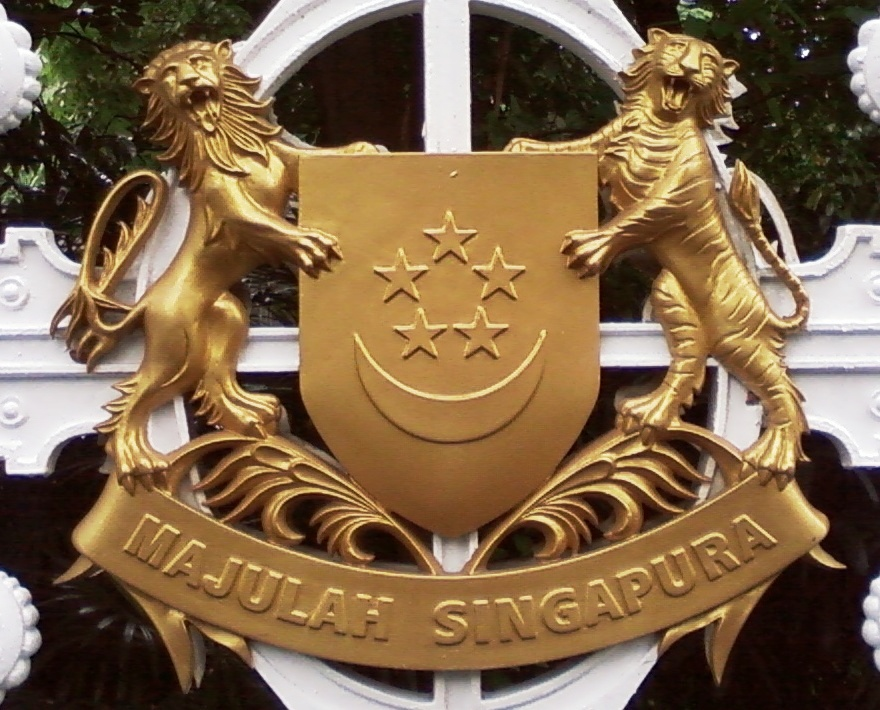
شعار سنغافورة على البوابة الرئيسية لمبنى إيستانا، الإقامة الرسمية لرئيس جمهورية سنغافورة.

شعار سنغافورة هو شعار النبالة لجمهورية سنغافورة. تم إصدار الشعار في 1959، وهي السنة التي أصبحت فيها سنغافورة ذات حكم ذاتي داخل الإمبراطورية البريطانية. اللجنة المسؤولية عن إصدار الشعار، والتي كان يقودها نائب رئيس الوزراء توه تشين تشاي، كانت مسؤولة أيضا عن إنشاء علم سنغافورة وكذلك النشيد الوطني لها.

في مركز الشعار يوجد درع أحمر يحمل هلال أبيض (يرمز للمحاق أي دولة في طور الولادة يعني قمر جديد ودولة جديدة)، وخمسة نجوم بيضاء (التي تمثل خمسة رموز وطنية بما فيهم تعدد الثقافات)، يدعم الدرع من كلا الجانبين أسد وببر (يرمزان لدولتي سنغافورة وماليزيا على التوالي)، تحتهم نجد شريط أزرق مكتوب عليه بالذهبي إلى الأمام سنغافورة (Majulah Singapura).

حتى وإن كان شعار النبالة يقتصر على الحكومة، فإننا نجد له استعمال واسع في العملة الوطنية والتوسيمات (الأوسمة) من قبل الدولة، وكذلك يوجد على جواز السفر السنغافوري.

## مقالات ذات صلة
- علم سنغافورة
- قائمة الشعارات المستعملة في سنغافورة
- قائمة الأعلام السنغافورية

## روابط خارجية
- موقع حول تاريخ شعار سنغافورة.